# Atimia hoppingi
Atimia hoppingi là một loài bọ cánh cứng trong họ Cerambycidae.